# Joeropsis ceylonensis
Joeropsis ceylonensis är en kräftdjursart som beskrevs av Mueller1991. Joeropsis ceylonensis ingår i släktet Joeropsis och familjen Joeropsididae. Inga underarter finns listade i Catalogue of Life.